# Patrick Holberton Man
Patrick Holberton Man, britanski general, * 1913, † 1979.